# Cour d'appel de Rennes
La cour d'appel de Rennes connaît des affaires jugées par les tribunaux de son ressort qui s'étend sur les départements des Côtes-d'Armor, du Finistère, d'Ille-et-Vilaine, de la Loire-Atlantique et du Morbihan.
Le territoire de son ressort, ainsi que son siège dans le palais du Parlement de Bretagne à Rennes, sont l'héritage direct de la cour supérieure de justice de l'anciens duché (pays de bretagne) de Bretagne, le Parlement de Bretagne.

## Organisation

### Premiers présidents
| Identité                           | Période          | Période            |
| Identité                           | Début            | Fin                |
| ---------------------------------- | ---------------- | ------------------ |
| Pierre Louis Dupont des Loges      | 1816             | 1830               |
| Fidèle-Marie Gaillard de Kerbertin | 1830             | 1845               |
| André Caron (d)                    | 1971             | 29 décembre 1982   |
| Pierre Certin (d)                  | 30 décembre 1982 | 6 avril 1990       |
| Jean-Louis Peraud (d)              | 7 avril 1990     | 22 novembre 1994   |
| Claude Hanoteau (d)                | 23 novembre 1994 | 12 janvier 1999    |
| Olivier Aimot (d)                  | 12 janvier 1999  | 18 juin 2003       |
| Michel Couaillier (d)              | 20 octobre 2003  | 12 novembre 2010   |
| Philippe Jeannin (d)               | 13 novembre 2010 | 11 avril 2016      |
| Xavier Ronsin                      | 12 avril 2016    | 1er septembre 2022 |
| Jean-Baptiste Parlos (d)           | 13 janvier 2023  |                    |

### Procureurs généraux
- Thierry Poquet du Haut Jussé depuis 2024[1]
- Frédéric Benet-Chambellan entre 2021[2] et 2024 ;
- Jean-François Thony entre 2018 et 2020 ;
- Véronique Malbec entre mai 2013 et décembre 2017[3] ;
- Léonard Bernard de la Gatinais entre juillet 2008 et mai 2013[4] ;
- Jean-Marie Darde de mars 2004 à 2008[5] ;
- Roger Tacheau entre août 1999 et 2004[6] ;
- Jacques Brun entre janvier 1990 et 1999[7] ;
- Pierre Galmiche entre 1985 et 1989.

## Tribunaux du ressort
| -                | 9 tribunaux judiciaires  | 5 tribunaux de proximité | 11 conseils de prud'hommes  | 9 tribunaux de commerce  |
| ---------------- | ------------------------ | ------------------------ | --------------------------- | ------------------------ |
| Côtes-d'Armor    | - Saint-Brieuc           | - Dinan - Guingamp       | - Saint-Brieuc - Dinan      | - Saint-Brieuc           |
| Finistère        | - Brest - Quimper        | - Morlaix                | - Morlaix - Brest - Quimper | - Brest - Quimper        |
| Ille-et-Vilaine  | - Rennes - Saint-Malo    | - Fougères-Vitré - Redon | - Rennes - Saint-Malo       | - Rennes - Saint-Malo    |
| Loire-Atlantique | - Nantes - Saint-Nazaire |                          | - Nantes - Saint-Nazaire    | - Nantes - Saint-Nazaire |
| Morbihan         | - Lorient - Vannes       |                          | - Lorient - Vannes          | - Lorient - Vannes       |

## Architecture

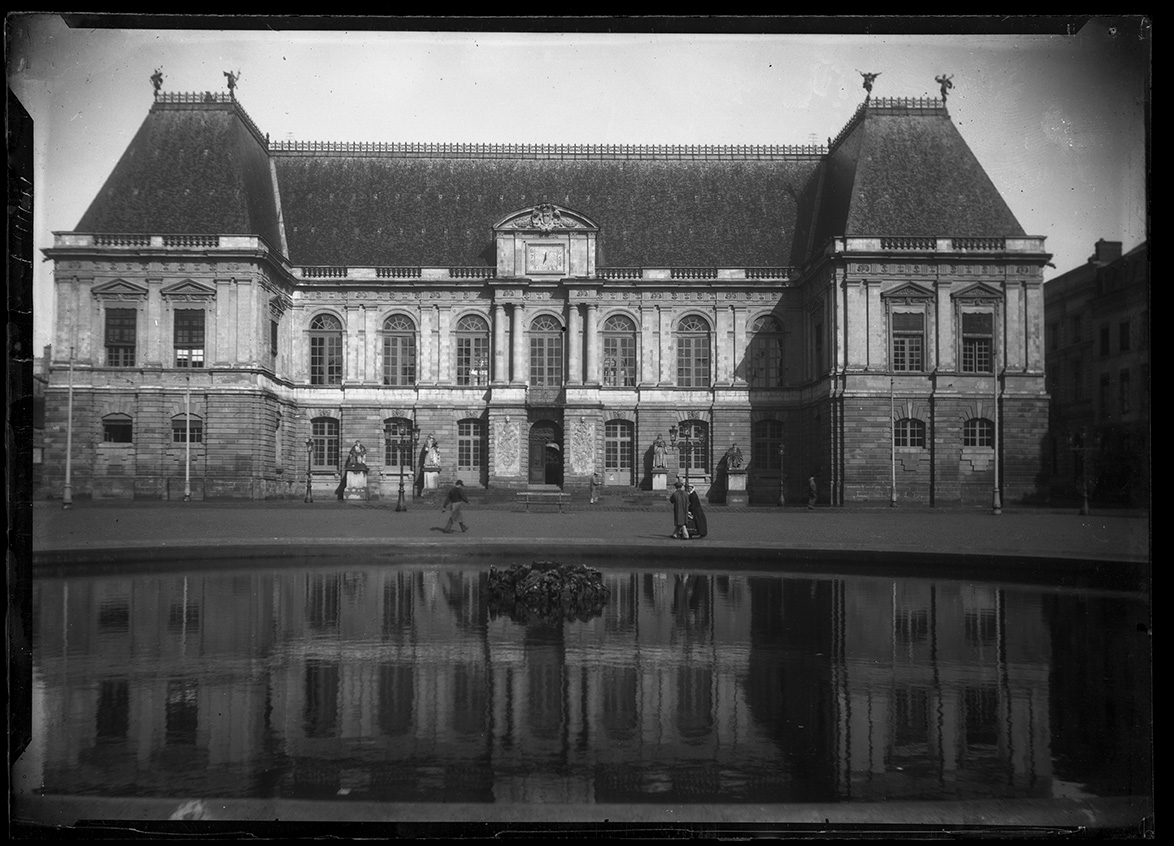
Parlement de Bretagne photographié par Paul Gruyer au début du XXe siècle

Le Parlement de Bretagne est construit entre 1618 et 1655. Le palais échappe au grand incendie de 1720, mais est détruit par l'incendie de 1994 à la suite d'une manifestation des marins-pêcheurs ayant dégénérée.
La toiture s'effondre et des milliers de documents d'archives et de recensements sont détruits. La reconstruction du palais est achevée 10 ans plus tard.